# Panaxia plagiata
Panaxia plagiata là một loài bướm đêm thuộc phân họ Arctiinae, họ Erebidae.